# Euritión (rey de Ftía)
En la mitología griega, Euritión, Éurito  o Eurición  (Εὐρυτίων, Eurytíōn; Εὐρυθίων, Eurythíōn) era el hijo de Áctor  y rey de Ftía, y nieto por abolengo del héroe epónimo Mirmidón.
Participó en la expedición de los Argonautas, cerca de sus compatriotas (o parientes) Menecio, hijo de Áctor, y Eribotes, hijo de Teleonte. Fue conocido entre sus compañeros porque hizo una promesa de dejarse crecer el cabello hasta que estuviera de nuevo en casa.  En la guisa de argonauta se imagina a Euritión como hijo de Iro Actórida y de una tal Demonasa. E incluso se le añade un hermano, Euridamante, que también viajó en la nave Argo. Una fuente nos dice que Euritión provenía de la áspera Opunte.
Cierto día Peleo, huyendo del asesinato de Foco, llegó hasta Ftía, a la corte de Euritión; éste lo purificó y le entregó a su hija Antígona, junto con un tercio del país. Tuvieron una hija, Polidora, a la que desposó Boro, hijo de Perieres. Desde allí Peleo partió con Euritión a la caza del jabalí de Calidón, pero al disparar un dardo contra el jabalí alcanzó involuntariamente a Euritión y lo mató. Huyendo esta vez de Ftía llegó ante Acasto, en Yolco, que lo purificó. La mujer del rey, Astidamía, se enamoró de él, pero fue rechazada. En venganza, la reina despechada mandó mensajes a la mujer de Peleo convenciéndola de que su marido pretendía casarse con otra, lo que provocó que la hija de Euritión se ahorcase. Una vez que pasó el tiempo y Peleo recuperó la fortuna, envió a Ftía un rebaño de ganado en compensación por la muerte de Euritión, pero fue rechazado, quedando la reses vagando salvajes por el monte. Este hecho salvó la vida de Peleo, pues cuando Psámate envió un lobo para que matase al héroe, el ganado le sació y le hizo incapaz de atacar.
| Predecesor: Áctor | Reyes de Ftía | Sucesor: Peleo |